# Jon Flanagan
Jon Flanagan (Liverpool, Inglaterra, Reino Unido, 1 de enero de 1993) es un exfutbolista británico que jugaba como defensa.

## Carrera
Aún formando parte del equipo sub-18 del Liverpool F. C., hizo su debut con los reservas en marzo de 2010 contra el Hull City A. F. C. Debido a su rendimiento en el equipo de reservas, al comienzo de la temporada 2010-11 apareció por primera vez como titular en el torneo Lancashire Senior Cup con triunfo sobre el Oldham Athletic A. F. C.
Posterior fue escogido como integrante en el once ideal de las reservas por el diario deportivo The Times.
En junio de 2018 firmó un contrato de dos años con el Rangers F. C. Pasado ese tiempo, en mayo de 2020, el club comunicó que abandonaba la entidad tras no ofrecerle la renovación.
Tras unos meses sin equipo, en noviembre firmó con el Royal Charleroi S. C. belga hasta final de temporada con opción a prorrogar su contrato un año más. En julio de 2021 se marchó a Dinamarca para jugar en el HB Køge, equipo que en ese momento era entrenador por su excompañero en el Liverpool F. C. Daniel Agger.
El 18 de octubre de 2022 anunció su retirada con 29 años debido a las varias lesiones que había sufrido en la rodilla.

## Selección nacional
En mayo de 2011 fue convocado por primera vez a la selección de fútbol sub-19 de Inglaterra a pesar de que tuvo que retirarse debido a una lesión en la pantorrilla.
En 2013 fue convocado por el seleccionador sub-20 de Inglaterra para jugar la Copa Mundial de Fútbol Sub-20 de 2013 donde solo jugó el primer partido ante la selección de Irak por la fase de grupos del torneo, instancia donde la selección de Inglaterra quedó eliminada.
| Mundial                               | Sede    | Resultado      | Partidos | Goles |
| ------------------------------------- | ------- | -------------- | -------- | ----- |
| Copa Mundial de Fútbol Sub-20 de 2013 | Turquía | Fase de grupos | 1        | 0     |

## Estadísticas
Actualizado al final de su carrera deportiva.
| Liverpool F. C. Inglaterra | 1.ª           | 2010-11       | 7  | 0 | 0  | 0 | 0  | 0 | 7   | 0 |
| Liverpool F. C. Inglaterra | 1.ª           | 2011-12       | 5  | 0 | 3  | 0 | —  | — | 8   | 0 |
| Liverpool F. C. Inglaterra | 1.ª           | 2012-13       | 0  | 0 | 1  | 0 | 1  | 0 | 2   | 0 |
| Liverpool F. C. Inglaterra | 1.ª           | 2013-14       | 23 | 1 | 2  | 0 | —  | — | 25  | 1 |
| Liverpool F. C. Inglaterra | 1.ª           | 2014-15       | 0  | 0 | 0  | 0 | 0  | 0 | 0   | 0 |
| Liverpool F. C. Inglaterra | 1.ª           | 2015-16       | 5  | 0 | 3  | 0 | 0  | 0 | 8   | 0 |
| Burnley F. C. Inglaterra | 1.ª           | 2016-17       | 6  | 0 | 4  | 0 | —  | — | 10  | 0 |
| Burnley F. C. Inglaterra | Total club    | Total club    | 6  | 0 | 4  | 0 | 0  | 0 | 10  | 0 |
| Liverpool F. C. Inglaterra | 1.ª           | 2017-18       | 0  | 0 | 1  | 0 | 0  | 0 | 1   | 0 |
| Liverpool F. C. Inglaterra | Total club    | Total club    | 40 | 1 | 10 | 0 | 1  | 0 | 51  | 0 |
| Bolton Wanderers F. C. Inglaterra | 2.ª           | 2017-18       | 9  | 0 | —  | — | —  | — | 9   | 0 |
| Bolton Wanderers F. C. Inglaterra | Total club    | Total club    | 9  | 0 | 0  | 0 | 0  | 0 | 9   | 0 |
| Rangers F. C. Escocia | 1.ª           | 2018-19       | 16 | 0 | 3  | 0 | 11 | 0 | 30  | 0 |
| Rangers F. C. Escocia | 1.ª           | 2019-20       | 5  | 0 | 0  | 0 | 4  | 0 | 9   | 0 |
| Rangers F. C. Escocia | Total club    | Total club    | 21 | 0 | 3  | 0 | 15 | 0 | 39  | 0 |
| Royal Charleroi S. C. · Bélgica | 1.ª           | 2020-21       | 0  | 0 | 0  | 0 | —  | — | 0   | 0 |
| Royal Charleroi S. C. · Bélgica | Total club    | Total club    | 0  | 0 | 0  | 0 | 0  | 0 | 0   | 0 |
| HB Køge Dinamarca | 2.ª           | 2021-22       | 4  | 0 | 0  | 0 | —  | — | 4   | 0 |
| HB Køge Dinamarca | Total club    | Total club    | 4  | 0 | 0  | 0 | 0  | 0 | 4   | 0 |
| Total carrera | Total carrera | Total carrera | 80 | 1 | 17 | 0 | 16 | 0 | 113 | 1 |
| (1) Incluye datos de Copa de la Liga de Inglaterra, FA Cup, Copa de la Liga de Escocia y Copa de Escocia. (2) Incluye datos de Liga Europa de la UEFA. |               |               |    |   |    |   |    |   |     |   |